# Оберн-Лейк-Трейлс (Каліфорнія)
Оберн-Лейк-Трейлс (англ. Auburn Lake Trails) — переписна місцевість (CDP) в США, в окрузі Ель-Дорадо штату Каліфорнія. Населення — 3388 осіб (2020).

## Географія
Оберн-Лейк-Трейлс розташований за координатами 38°53′36″ пн. ш. 120°58′38″ зх. д. / 38.89333° пн. ш. 120.97722° зх. д. (38.893294, -120.977277).  За даними Бюро перепису населення США в 2010 році переписна місцевість мала площу 33,02 км², з яких 32,96 км² — суходіл та 0,06 км² — водойми.

## Демографія
Згідно з переписом 2010 року, у переписній місцевості мешкало 3426 осіб у 1366 домогосподарствах у складі 1028 родин. Густота населення становила 104 особи/км².  Було 1486 помешкань (45/км²).
Расовий склад населення:
| - 93,1 % — білих - 1,1 % — азіатів - 0,8 % — корінних американців - 0,2 % — чорних або афроамериканців - 0,1 % — вихідців з тихоокеанських островів - 1,3 % — осіб інших рас |

До двох чи більше рас належало 3,4 %. Частка іспаномовних становила 6,1 % від усіх жителів.
За віковим діапазоном населення розподілялося таким чином: 21,0 % — особи молодші 18 років, 61,6 % — особи у віці 18—64 років, 17,4 % — особи у віці 65 років та старші. Медіана віку мешканця становила 48,3 року. На 100 осіб жіночої статі у переписній місцевості припадало 93,7 чоловіків;  на 100 жінок у віці від 18 років та старших — 94,7 чоловіків також старших 18 років.
Середній дохід на одне домашнє господарство  становив 100 294 долари США (медіана — 100 875), а середній дохід на одну сім'ю — 108 199 доларів (медіана — 115 332). Медіана доходів становила 90 593 долари для чоловіків та 44 786 доларів для жінок. За межею бідності перебувало 2,0 % осіб, у тому числі 2,1 % дітей у віці до 18 років та 0,0 % осіб у віці 65 років та старших.
Цивільне працевлаштоване населення становило 1645 осіб. Основні галузі зайнятості: освіта, охорона здоров'я та соціальна допомога — 18,8 %, виробництво — 12,2 %, роздрібна торгівля — 11,7 %, науковці, спеціалісти, менеджери — 11,7 %.